# Hockey sur gazon aux Jeux sud-américains de 2022
Navigation
Cochabamba 2018 2026
Le hockey sur gazon fait partie des sports disputés aux Jeux sud-américains de 2022, qui se dérouleront à Luque, au Paraguay. Ce sera la quatrième organisation du hockey sur gazon aux Jeux sud-américains depuis ses débuts en 2006.
Les deux premières équipes se qualifieront pour les Jeux panaméricains de 2023.

## Calendrier
Le calendrier des compétitions est le suivant:
| G | Phase de groupes | CM | Matchs de classement | ½ | Demi-finales | B | Match pour la médaille de bronze | F | Match pour la médaille d'or |

| DateCompétition | Lun 3 | Lun 3 | Lun 3 | Mar 4 | Mar 4 | Mer 5 | Mer 5 | Mer 5 | Jeu 6 | Jeu 6 | Ven 7 | Ven 7 | Ven 7 | Sam 8 | Sam 8 | Dim 9 | Dim 9 | Dim 9 | Lun 10 | Lun 10 | Mar 11 | Mar 11 | Mar 11 | Mer 12 | Mer 12 |
| Session →       | M     | A     | S     | A     | S     | M     | A     | S     | A     | S     | M     | A     | S     | M     | A     | M     | A     | S     | A      | S      | M      | A      | S      | A      | S      |
| --------------- | ----- | ----- | ----- | ----- | ----- | ----- | ----- | ----- | ----- | ----- | ----- | ----- | ----- | ----- | ----- | ----- | ----- | ----- | ------ | ------ | ------ | ------ | ------ | ------ | ------ |
| Masculin        | G     | G     | G     |       |       | G     | G     |       |       |       | G     | G     |       |       |       | CM    | ½     | ½     |        |        | CM     | B      | F      |        |        |
| Féminin         |       |       |       | G     | G     |       |       | G     | G     | G     |       |       | G     | G     | G     |       |       |       | G      | G      |        |        |        | B      | F      |

## Équipes qualifiées

### Masculines
- Paraguay
- Argentine
- Bolivie
- Brésil
- Chili
- Pérou
- Uruguay

### Féminines
- Paraguay
- Argentine
- Chili
- Pérou
- Uruguay

## Tournoi masculin
Le concours se composait de deux étapes; une phase de groupes suivie d'une phase à élimination directe.

### Phase de groupes
Les équipes ont été divisées en un groupe de trois et un groupe de quatre nations, affrontant chaque équipe de leur groupe une fois. Trois points étaient attribués pour une victoire, un pour un match nul. Les deux meilleures équipes de chaque groupe se sont qualifiées pour les demi-finales.

#### Groupe A
| Rang | Équipe    | J | V | N | P | BP | BC | Diff | Pts | Qualification |
| ---- | --------- | - | - | - | - | -- | -- | ---- | --- | ------------- |
| 1    | Argentine | 2 | 2 | 0 | 0 | 34 | 0  | +34  | 6   | Demi-finales  |
| 2    | Pérou     | 2 | 1 | 0 | 1 | 2  | 18 | -16  | 3   | Demi-finales  |
| 3    | Uruguay   | 2 | 0 | 0 | 2 | 1  | 19 | -18  | 0   |               |

Source: FIH
En cas d'égalité de points de plusieurs équipes à l'issue des matchs de poule, les critères suivants sont appliqués dans l'ordre indiqué pour établir leur classement:
1. Points de chaque équipe,
2. Matchs gagnés,
3. Différence de buts,
4. Buts pour,
5. Plus grand nombre de points obtenus dans les matchs de poule disputés entre les équipes concernées,
6. Buts marqués en plein jeu.

#### Groupe B
| Rang | Équipe     | J | V | N | P | BP | BC | Diff | Pts | Qualification                                              |
| ---- | ---------- | - | - | - | - | -- | -- | ---- | --- | ---------------------------------------------------------- |
| 1    | Chili      | 3 | 3 | 0 | 0 | 41 | 0  | +41  | 9   | Demi-finales et Jeux panaméricains de 2023 en tant qu'hôte |
| 2    | Brésil     | 3 | 2 | 0 | 1 | 18 | 9  | +9   | 6   | Demi-finales                                               |
| 3    | Paraguay H | 3 | 1 | 0 | 2 | 8  | 16 | -8   | 3   |                                                            |
| 4    | Bolivie    | 3 | 0 | 0 | 3 | 0  | 42 | -42  | 0   |                                                            |

Source: FIH
En cas d'égalité de points de plusieurs équipes à l'issue des matchs de poule, les critères suivants sont appliqués dans l'ordre indiqué pour établir leur classement:
1. Points de chaque équipe,
2. Matchs gagnés,
3. Différence de buts,
4. Buts pour,
5. Plus grand nombre de points obtenus dans les matchs de poule disputés entre les équipes concernées,
6. Buts marqués en plein jeu.

### Tour pour les médailles
|  | Demi-finales | Demi-finales |                        |    | Finale | Finale |
|  | Demi-finales | Demi-finales |                        |    | Finale | Finale |
|  |              |              |                        |    |        |        |
|  |              |              |                        |    |        |        |
|  |              |              |                        |    |        |        |
|  | Argentine    | 12           |                        |    |        |        |
|  | Argentine    | 12           |                        |    |        |        |
|  | Brésil       | 0            |                        |    |        |        |
|  | Brésil       | 0            | Argentine              | 3  |        |        |
|  |              |              | Argentine              | 3  |        |        |
|  |              | Chili        | 1                      |    |        |        |
|  | Chili        | Chili        | 1                      | 11 |        |        |
|  | Chili        |              |                        | 11 |        |        |
|  | Pérou        | 0            |                        |    |        |        |
|  | Pérou        | 0            | Match pour la 3e place |    |        |        |
|  |              |              |                        |    |        |        |
|  |              |              |                        |    |        |        |
|  |              |              |                        |    |        |        |
|  | Brésil       | 5            |                        |    |        |        |
|  | Brésil       | 5            |                        |    |        |        |
|  | Pérou        | 0            |                        |    |        |        |
|  | Pérou        | 0            |                        |    |        |        |

### Classement final
| Rang                         | Équipe     | J | V | N | P | BP | BC | Diff | Pts | Qualification                              | Classement mondial FIH | Classement mondial FIH | Classement mondial FIH |
| Rang                         | Équipe     | J | V | N | P | BP | BC | Diff | Pts | Qualification                              | Avant                  | Après                  | Changement             |
| ---------------------------- | ---------- | - | - | - | - | -- | -- | ---- | --- | ------------------------------------------ | ---------------------- | ---------------------- | ---------------------- |
| Médaille d'or, Amérique      | Argentine  | 4 | 4 | 0 | 0 | 49 | 1  | +48  | 12  | Jeux panaméricains de 2023                 | 7                      | 7                      | 0                      |
| Médaille d'argent, Amérique  | Chili      | 5 | 4 | 0 | 1 | 53 | 3  | +50  | 12  | Jeux panaméricains de 2023 en tant qu'hôte | 23                     | 22                     | 1                      |
| Médaille de bronze, Amérique | Brésil     | 5 | 3 | 0 | 2 | 23 | 21 | +2   | 9   |                                            | 38                     | 35                     | 3                      |
| 4                            | Pérou      | 4 | 1 | 0 | 3 | 2  | 34 | -32  | 3   | 40                                         | 41                     | 1                      |                        |
| 5                            | Uruguay    | 4 | 2 | 0 | 2 | 5  | 21 | -16  | 6   | 51                                         | 46                     | 5                      |                        |
| 6                            | Paraguay H | 4 | 1 | 0 | 3 | 9  | 18 | -9   | 3   | 79                                         | 82                     | 3                      |                        |
| 7                            | Bolivie    | 4 | 0 | 0 | 4 | 1  | 44 | -43  | 0   | 76                                         | 89                     | 13                     |                        |

## Tournoi féminin
Le concours se composait de deux étapes; une phase de groupe suivie des matchs pour les médailles.

### Phase de groupe
Les équipes ont été divisées en un groupe unique de cinq nations, affrontant chaque équipe de leur groupe une fois. Trois points étaient attribués pour une victoire, un pour un match nul.
| Rang | Équipe     | J | V | N | P | BP | BC | Diff | Pts | Qualification                                                             |
| ---- | ---------- | - | - | - | - | -- | -- | ---- | --- | ------------------------------------------------------------------------- |
| 1    | Argentine  | 4 | 4 | 0 | 0 | 38 | 1  | +37  | 12  | Match pour la médaille d'or                                               |
| 2    | Chili      | 4 | 2 | 1 | 1 | 23 | 4  | +19  | 7   | Match pour la médaille d'or et Jeux panaméricains de 2023 en tant qu'hôte |
| 3    | Uruguay    | 4 | 2 | 1 | 1 | 20 | 1  | +19  | 7   | Match pour la médaille de bronze                                          |
| 4    | Paraguay H | 4 | 1 | 0 | 3 | 1  | 25 | -24  | 3   | Match pour la médaille de bronze                                          |
| 5    | Pérou      | 4 | 0 | 0 | 4 | 0  | 51 | -51  | 0   |                                                                           |

Source: FIH
En cas d'égalité de points de plusieurs équipes à l'issue des matchs de poule, les critères suivants sont appliqués dans l'ordre indiqué pour établir leur classement:
1. Points de chaque équipe,
2. Matchs gagnés,
3. Différence de buts,
4. Buts pour,
5. Plus grand nombre de points obtenus dans les matchs de poule disputés entre les équipes concernées,
6. Buts marqués en plein jeu.

### Classement final
| Rang                         | Équipe     | J | V | N | P | BP | BC | Diff | Pts | Qualification                              | Classement mondial FIH | Classement mondial FIH | Classement mondial FIH |
| Rang                         | Équipe     | J | V | N | P | BP | BC | Diff | Pts | Qualification                              | Avant                  | Après                  | Changement             |
| ---------------------------- | ---------- | - | - | - | - | -- | -- | ---- | --- | ------------------------------------------ | ---------------------- | ---------------------- | ---------------------- |
| Médaille d'or, Amérique      | Chili      | 5 | 2 | 2 | 1 | 23 | 4  | +19  | 8   | Jeux panaméricains de 2023 en tant qu'hôte | 15                     | 14                     | 1                      |
| Médaille d'argent, Amérique  | Argentine  | 5 | 4 | 1 | 0 | 38 | 1  | +37  | 13  | Jeux panaméricains de 2023                 | 2                      | 2                      | 0                      |
| Médaille de bronze, Amérique | Uruguay    | 5 | 3 | 1 | 1 | 27 | 1  | +26  | 10  |                                            | 26                     | 25                     | 1                      |
| 4                            | Paraguay H | 5 | 1 | 0 | 4 | 1  | 32 | -31  | 3   | 47                                         | 49                     | 2                      |                        |
| 5                            | Pérou      | 4 | 0 | 0 | 4 | 0  | 51 | -51  | 0   | 38                                         | 42                     | 4                      |                        |